# Friedrich Pustet KG

Friedrich Pustet

Die Friedrich Pustet GmbH & Co. KG ist ein mittelständisches Unternehmen, das am Beginn des 21. Jahrhunderts von der 6. Generation der Gründerfamilie geführt wird. Das Unternehmen besteht neben der Buchhandlung „Bücher Pustet“ noch aus dem grafischen Großbetrieb Friedrich Pustet sowie dem Verlag Friedrich Pustet. Der gemeinsame Unternehmenssitz befindet sich in Regensburg.

## Entstehung
Das Unternehmen geht auf Friedrich Pustet (1798–1882) zurück, dem am 8. Juli 1820 vom Magistrat der Stadt Passau die Buchhandelskonzession verliehen wurde (damals gab es noch keine Gewerbefreiheit). Pustet übersiedelte im Jahr 1826 von Passau nach Regensburg und begann dort mit dem Aufbau einer Buchhandlung. Er verlegte bald auch zahlreiche Bücher selbst und übernahm 1833 nach dem Kauf einer Schnellpresse auch den Druck dieser Werke. Damit war der Grundstein gelegt nicht nur für die Pustet’schen Druckunternehmen, sondern auch für eine unter seinem Sohn Friedrich Pustet II. als Nachfolger im 19. Jahrhundert sehr dynamisch verlaufende Entwicklung aller Pustet’schen Unternehmen, die auch die industrielle Herstellung von Papier umfassten.

## Entwicklung
Im Jahr 1833 erwarb Pustet ein großes Grundstück im Zentrum der Altstadt von Regensburg, gelegen mitten zwischen den vier meistbesuchten Plätzen der Stadt (Neupfarrplatz, Bismarckplatz, Haidplatz und Rathausplatz). Das Grundstück, das damals noch mit mittelalterlichen und barocken Häusern eng bebaut war, grenzt im Süden direkt an die Gesandtenstraße, von wo aus das Hauptgeschäft von Bücher Pustet noch heute zugänglich ist. Im Osten und Norden grenzt das Grundstück an die Roten-Hahnen-Gasse, von wo aus es mit Baumaßnahmen nach dem Zweiten Weltkrieg erschlossen wurde.
1836 begann Pustet in den Orten Laaber und Alling westlich von Regensburg nach Vorbildern in England mit der industriellen Fabrikation von Papier in Form von Endlos-Papierbahnen. An beiden Orten lieferte die Schwarze Laber Energie zum Antrieb der Maschinen, die zur Herstellung von Holzschliff und Zellstoff benötigt wurden. Später konnte mit den bei Alling gefundenen Braunkohlevorkommen auch Dampfmaschinen betrieben werden. Zur Begrüßung von König Maximilian II., der 1855 die Anlagen durch einen Besuch würdigte, wurde in zwei Bahnen weiß und blau eingefärbtes Papier gedruckt. Nachdem 1875 die Fabrikationsstätten sogar mit der Bahnstrecke Sinzing–Alling an Regensburg angebunden wurden, hatte Friedrich Pustet den für die Region bahnbrechenden Aufbau der Papierindustrie abgeschlossen.
Im Jahr 1845 wurde mit der Gründung eines Verlags für liturgische Werke ein Geschäftsfeld eröffnet, auf dem die Firma Weltgeltung erreichte. In Zusammenarbeit mit dem Kirchenmusiker Carl Proske wurde die Verlagstätigkeit auch auf kirchenmusikalische Werke erweitert. In diese Zeit fiel auch die Gründung der Familienzeitschrift Deutscher Hausschatz. Diese Wochenzeitschrift mit katholischer Grundhaltung und wertkonservativer Ausrichtung machte den Verlag in weiten Kreisen der Bevölkerung bekannt.
1860 übergab Friedrich Pustet I. den Betrieb an seinen Sohn Friedrich Pustet II. (1831–1902), der nach dem Tod seines Vaters im Jahr 1882 auch der Haupterbe wurde. Erfüllt von einem glühenden Eifer für Kirche und Papst betrieb er die Produktion von liturgischen Werken in hoher Qualität und erhielt zahlreiche päpstliche Auszeichnungen. In den Jahren von 1865 bis 1898 expandierte das Unternehmen stark und es wurden Niederlassungen in Köln, Wien, Rom, Cincinnati und New York gegründet. In Valencia und São Paulo entstanden Handelsvertretungen.
Nach dem Tod von Friedrich Pustet II im Jahr 1902 wurde das Unternehmen von seinem Sohn Friedrich Pustet III. (1867–1947) weitergeführt. Der Erste Weltkrieg und die folgenden Wirtschaftskrisen führten zu einem starken Rückgang des Umsatzes. Alle Filialen im Ausland wurden im Laufe des 20. Jahrhunderts aufgegeben. Der Export konnte aufrechterhalten werden, auch wenn die an die Macht gekommenen Nationalsozialisten dem Unternehmen nicht freundlich gesonnen waren, Materiallieferungen erschwert und qualifizierte Mitarbeiter zum Wehrdienst eingezogen wurden. Bereits gegen Ende des Zweiten Weltkrieges und endgültig 1947 kam die Produktion mit dem Tod von Friedrich Pustet III. zum Erliegen.
Die Phase des Stillstandes endete bereits 1948 mit der Rückkehr des Sohnes Friedrich Pustet IV. (1897–1962) aus der Kriegsgefangenschaft. Nach Wiederaufnahme der Buchhandelsgeschäfte mit Publikumsverkehr in der Altstadt, reifte der Entschluss für einen völligen Neubeginn der übrigen Geschäfte ohne Publikumsverkehr in passend neu erbauten Firmengebäuden im Regensburger Stadtteil Kumpfmühl-Ziegetsdorf-Neuprüll. Dort wurden 1957/58 Buchdruckerei und Buchbinderei, Verlag und Verwaltung untergebracht.
Auch auf dem 1833 erworbenen großen Grundstück in der Altstadt, zwischen Gesandtenstraße und Roter-Hahnen-Gasse sollten 1957 im Zusammenwirken von Pustet und der Stadtverwaltung Neubaupläne verwirklicht werden, die Maßstäbe für ein modernes Regensburg setzen sollten. Entstehen sollte ein mehrstöckiges Geschäftshaus im Baustil der Nachkriegszeit, mit Front zur Gesandtenstraße für die Buchhandlung, mit Innenhof für Anlieferung und mit Tiefgarage als Parkplatz. Für den Neubau war der Abbruch von neun historischen Häusern und Anwesen aus dem 13. bis 18. Jahrhundert erforderlich. Solche Abbruchmaßnahmen konnten vor dem Inkrafttreten des Bayerischen Denkmalschutzgesetzes im Jahr 1973 noch möglich gemacht werden. Die geplanten Abrissmaßnahmen hatten eine leidenschaftliche Diskussion in der Presse zur Folge, zumal auch ein tiefgreifender Einbruch in den Ablauf der Fassaden in der Gesandtenstraße erfolgen sollte, um vor den Schaufenstern der geplanten Buchhandlung einen großen Freiraum zu schaffen. Die damaligen Bewohner der Altstadt äußerten sich durchwegs positiv zu dieser ihrer Meinung nach vorbildlichen Altstadtsanierung. Der Einspruch des Landesamtes für Denkmalpflege wurde von der Regierung der Oberpfalz nicht berücksichtigt.
15 Jahre nach dem Ende des Krieges hatte die Pustet KG ihr weltweites Ansehen wieder erreicht, geriet jedoch zum Beginn der 1960er Jahre in eine schwere Krise, als auf dem Zweiten Vatikanischen Konzil beschlossen wurde, Latein als verbindliche Kirchensprache abzuschaffen. Dadurch verlor die Pustet KG ihren weltweiten Absatzmarkt. Friedrich Pustet IV. konnte die Krise durch Verlagerung von Initiativen auf den Sektor Buchhandlungen noch bewältigen, bevor er 1962 starb.
Im Jahr 2020 feierte man das 200-jährige Bestehen der Firma.

## Buchhandlung Pustet
Die Buchhandlung Pustet ist eine der größten bayerischen Buchhandlungen. Insgesamt finden sich derzeit elf Filialen in Bayern, davon vier in Regensburg und jeweils eine in Ansbach, Augsburg, Deggendorf, Freising, Landshut, Passau sowie in Straubing.
Bücher Pustet steht 2020 auf Platz 6 der Buchreport-Ranking-Liste der größten deutschen Regionalfilialisten.

## Friedrich Pustet Grafischer Großbetrieb
Die Buchdruckerei und -binderei zählt heute zu den größten Buchdruckereien Süddeutschlands. Es werden im Jahr mehr als 10 Millionen Bücher für insgesamt 100 verschiedene Verlagshäuser produziert.

## Verlag Friedrich Pustet

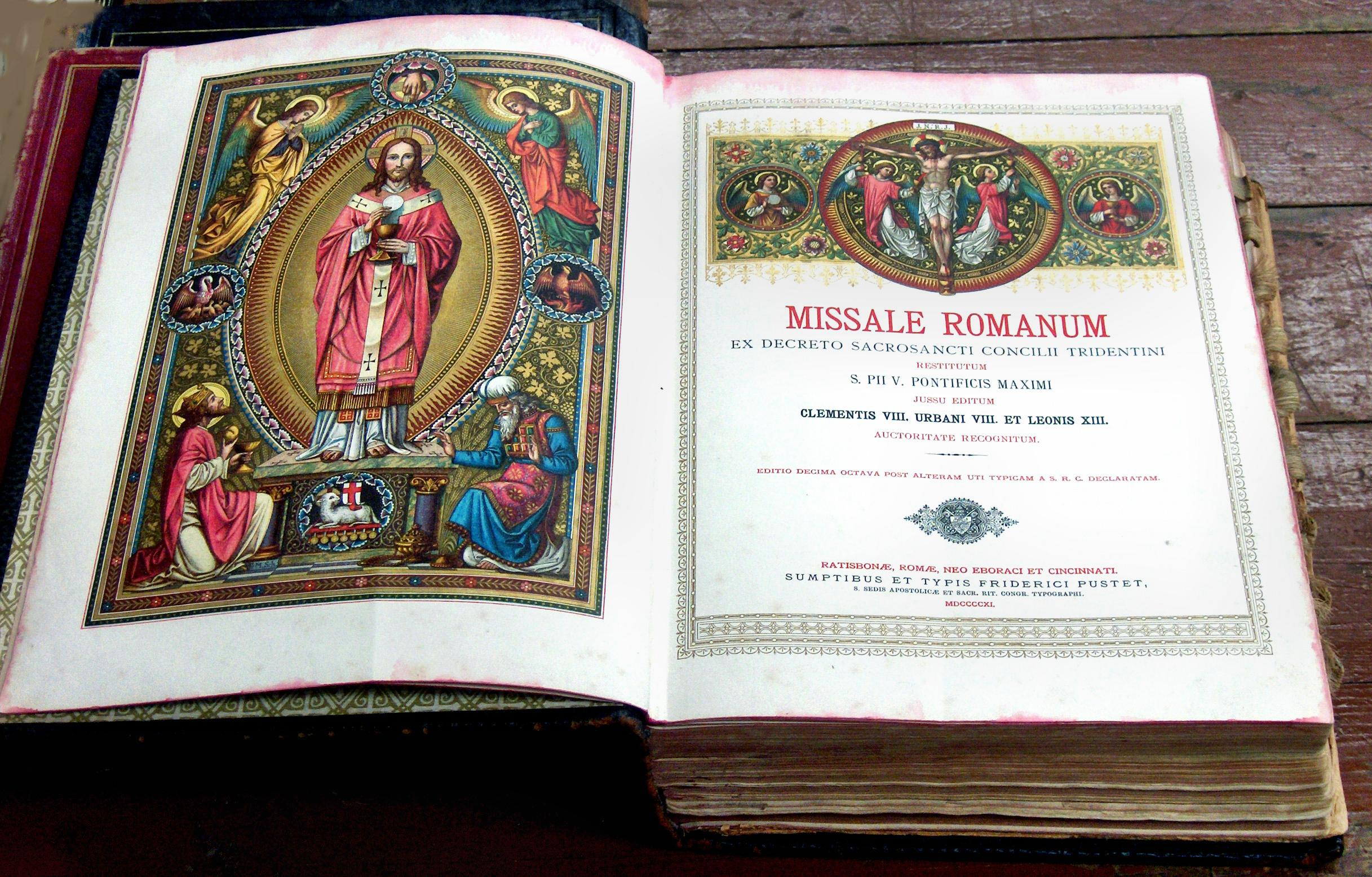
Missale aus dem Verlag Pustet

In den ersten Jahren des Verlages wurde theologische, historische, philosophische, juristische, naturwissenschaftliche und belletristische Literatur herausgegeben.
Ab 1845 begann mit dem Druck eines lateinischen Altar-Missale die Spezialisierung auf liturgische Werke. Bald erlangte der Verlag auf diesem Gebiet Weltbedeutung. Ein Beispiel ist das Privileg von 1868, das die Herstellung und den Vertrieb der neuen Choralbücher ausschließlich Pustet überließ und das 30 Jahre lang galt.
Bekannt wurde der Verlag auch durch die in der Zeit des Kulturkampfes begründete katholische Familienzeitschrift Deutscher Hausschatz. Zu den frühen regelmäßigen Autoren gehörte Karl May. Von ihm erschienen von 1879 bis 1898 und noch einmal von 1907 bis 1909 zahlreiche Reiseromane, z. B. der Orientzyklus (1881–1888). Eine Vorreiterrolle spielte die Zeitschrift, indem sie von Anfang an Illustrationen in relativ guter Druckqualität zeigte und sich damit von den Zeitungen ihrer Zeit abhob. Ab etwa 1900 ersetzten Fotografien zunehmend die Reproduktionen von Gemälden und Grafiken. Nach der Gründung 1874 und bis 1910 hieß das Blatt Deutscher Hausschatz in Wort und Bild, danach mit Beginn des 37ten Jahrgangs (Oktober 1910 – Oktober 1911) Deutscher Hausschatz – Illustrierte Familienzeitschrift. Die Nachfolgepublikation nannte sich nur noch Hausschatz und erschien von 1953 bis 1960.
Bis Anfang der 1960er Jahre widmete sich der Verlag vorrangig der Herausgabe liturgischer Bücher. Nach der Liturgiereform 1963, mit der die Verwendung der jeweiligen Landessprache in der Liturgie erlaubt wurde, erfolgte eine Neuorientierung – lateinische Messbücher waren einfach weltweit vertrieben worden, die Herstellung der in die jeweilige Landessprache übersetzten Bücher übernahmen nun meist Verlage in den entsprechenden Ländern. Theologie blieb aber ein Schwerpunkt, neu hinzu kam der Bereich Geschichte/Regionalia.
Heute umfasst das Verlagsprogramm zwei Bereiche: Theologie/Religion (Liturgie und Pastoral, Sach- und Fachbücher, Wissenschaft) und Geschichte (Biografien, Länder- und Stadtgeschichten, Literatur zu Regensburg und Bayern).